# Peucedanum silaus
Peucedanum silaus är en flockblommig växtart som beskrevs av Friedrich August Marschall von Bieberstein. Peucedanum silaus ingår i släktet siljor, och familjen flockblommiga växter. Inga underarter finns listade i Catalogue of Life.